# Real Casa de Correos
La Real Casa de Correos es un edificio situado en la parte meridional de la Puerta del Sol de Madrid (distrito Centro). Su construcción data de finales de la segunda mitad del siglo xviii, y se trata del edificio más antiguo de la Puerta del Sol. Lo más conocido de su arquitectura es el reloj que existe en una torreta levantada sobre su tejado. Este reloj centenario se hace protagonista una vez al año en la noche del 31 de diciembre debido a las campanadas que marcan el ritual de las doce uvas. Frente a la puerta principal del edificio se puede ver una placa histórica sobre el kilómetro cero (origen de las carreteras radiales y de la numeración de las calles de Madrid). El edificio ha desempeñado múltiples funciones a lo largo de la historia, y en la actualidad es la sede de la presidencia de la Comunidad de Madrid. Se encuentra haciendo esquina con la calle del Correo, con la calle de San Ricardo (denominada así en honor al Hospital de Tísicos situado en sus inmediaciones), así como con la calle de Carretas. Los edificios circundantes son la Casa Cordero y la Real Casa de Postas.

## Historia

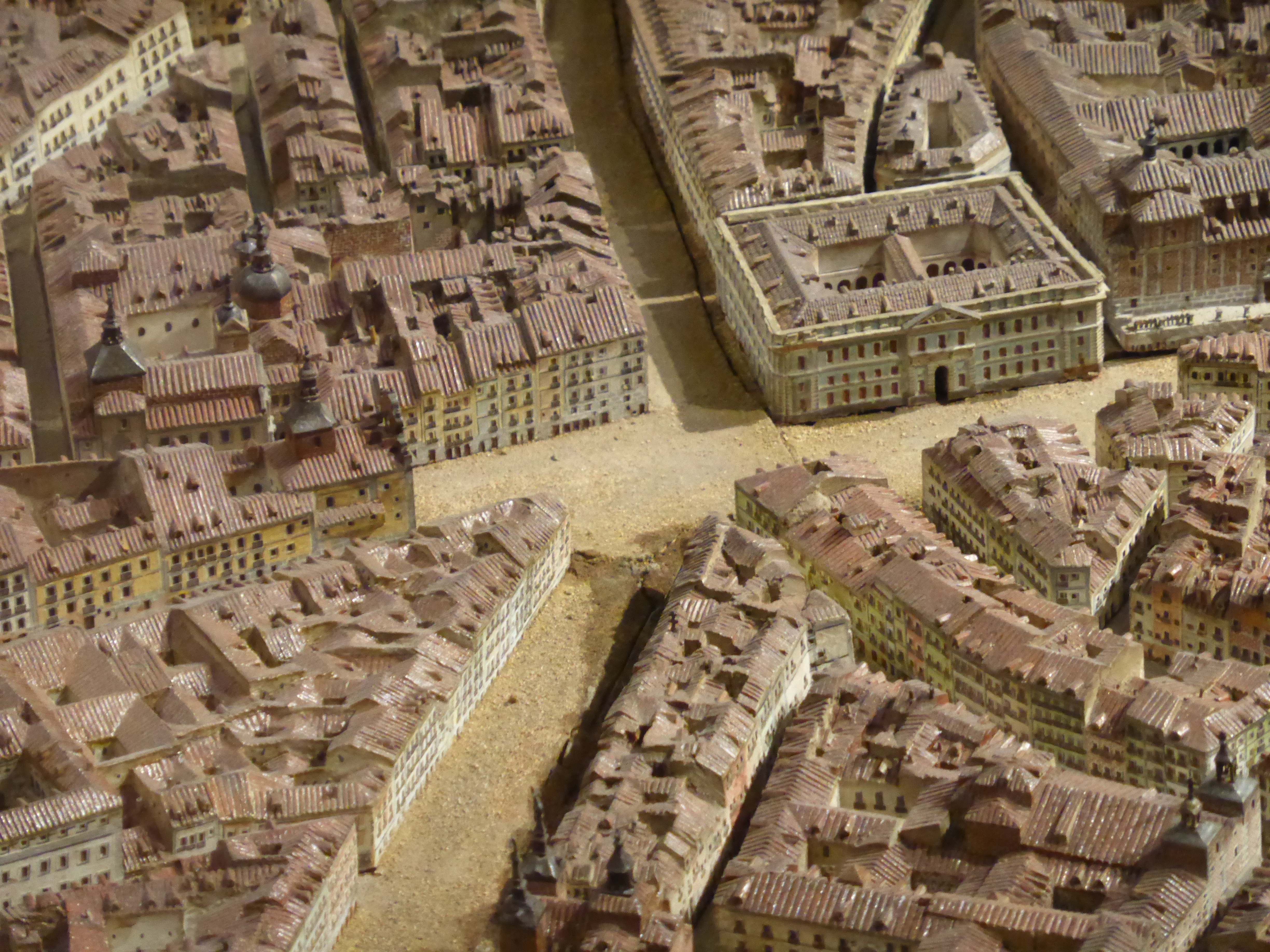
La Puerta del Sol en 1830. Maqueta del ingeniero y cartógrafo militar León Gil de Palacio.

En el siglo xvii existían una treintena de viviendas en forma de casas de dos pisos en la zona que ocupa en la actualidad la Casa de Correos. Esta situación puede verse en la topografía de Madrid que hizo P. Teixeira en 1656. En dicho plano se ve un conjunto de casas junto al convento de San Felipe el Real, las casas aparecían en dos manzanas separadas por una calle estrecha (es de suponer que por la semiextinta calle de la Paz). Según las descripciones del marqués de Villa San Andrés: … como lugarón destartalado y sucio de tal suerte que desde esta fecha hasta la llegada de Carlos III procedente de Nápoles a la Villa, las descripciones de las casas siempre son despectivas. La iglesia del Buen Suceso se encontraba presidiendo la calle ancha que formaba la primitiva Puerta del Sol. El edificio adyacente denominado Casa de Postas data de aproximadamente 1795 (cerca de medio siglo posterior), se trata de un edificio secundario tras la Casa de Correos. Ambos edificios fueron una propuesta de diseño unificada que diera funcionalidad al mismo tiempo y que embelleciera arquitectónicamente la zona. 

### Los planos de su construcción
En la época del reinado de Fernando VI ya se empieza a planificar la construcción de una Casa de Correos. La idea de una casa que ofreciera el servicio postal fue del marqués de la Ensenada hacia 1750, y el trabajo le sería encargado posteriormente al arquitecto español Buenaventura Rodríguez Tizón (conocido como Ventura Rodríguez) En la Planimetría General de Madrid llevada a cabo entre 1750 y 1751 se menciona: al Rey Nuestro Señor por haberlas comprado para la construcción de Correos. Los planos para la nueva Casa de Correos Generales realizados por Ventura Rodríguez firmados por él mismo, se encuentran en el Museo de Historia de Madrid y datan desde agosto de 1756 hasta abril de 1760. Ya en estos planos de Ventura se decide eliminar las dos manzanas y crear un único solar en el que poner el nuevo edificio en su lugar. El derribo de tales manzanas (con numeración 205 y 206 según la Planimetría General de la Villa) se realiza bajo su supervisión.
De la correspondencia que mantiene con Ricardo Wall y Pedro Rodríguez de Campomanes se puede deducir que Ventura Rodríguez ya tenía una maqueta previa del proyecto, y que esta maqueta había sido supervisada por el rey Fernando VI. De la correspondencia se deduce la intención de cobrar los trabajos de diseño. Cabe mencionar que el marqués de la Ensenada, promotor inicial de la idea de una Casa de Correos ubicada en la Puerta del Sol, es destituido de sus cargos oficiales en 1754 a causa de una serie de intrigas palaciegas. La razón fue su actuación, al margen del monarca, para preparar en La Habana una flota dispuesta a asaltar las posesiones inglesas de Campeche y Belice. Ya por entonces las casas de las dos manzanas habían sido adquiridas por el Rey y convertidas en solares, todo ello por consejo de Ventura. En 1759, Ventura Rodríguez detalla un informe con indicaciones de qué materiales comprar y dónde resulta más asequible su logro. A pesar de ello se desconoce el aspecto global de la propuesta arquitectural de Ventura Rodríguez. En estas propuestas de Ventura Rodríguez se va viendo una intención no sólo de imponer un edificio, sino que pretende reformar la plaza. En las ideas iniciales de Ventura existen dos vertientesː por una parte, decide hacer dos edificios separados por la calle de la paz y, por otra, decide poner un gran edificio alineado con la mayoría de las casas. La segunda opción será la que ganará con el tiempo.

### La llegada de Carlos III
Fernando VI murió sin descendencia el día de San Lorenzo (10 de agosto), un año después que su mujer. El suceso hizo recaer en Carlos III la Corona de España, que pasó a ocuparla el 9 de diciembre de 1759 en Madrid, dejando la corona del Reino de Nápoles y Sicilia a su tercer hijo, Fernando. En el recibimiento del nuevo rey saneando la Puerta del Sol intervino Ventura Rodríguez. Los vientos de cambio se hacían notar debido a las noticias que indicaban que el rey venía de Italia con el arquitecto Francesco Sabatini. Los cambios se notaron hace años durante la enfermedad de Fernando VI en los que el duque de Alba (en su calidad de mayordomo mayor del rey) iba tomando el control de diversos aspectos del Estado. Esta situación asigna al arquitecto francés Jaime Marquet como director de la obra de la Real Casa de Correos. Carlos III empieza a emitir las Instrucciones que redacta Sabatini por orden real. Esta actividad de Sabatini se centró en la limpieza del centro de Madrid.
Tras la coronación de Carlos III se desencadenó la progresiva destitución de Ventura Rodríguez en el periodo que va desde el mes de abril de 1770 hasta octubre de 1771. Marquet vino a Madrid en 1752 con un puesto de obras reales. Su propuesta es opuesta, desde el punto de vista arquitectónico, a la del arquitecto madrileño. En ese periodo de 1760 empieza a figurar como director de obras el arquitecto Marquet, al principio de su trabajo se encarga de tareas secundarias. Poco a poco las competencias de Marquet van creciendo en detrimento del español Ventura Rodríguez hasta que a finales de 1760 aparece como único responsable de la obra de la Real Casa de Correos. Esta fecha es la que aparece como la del inicio de obra en la mayoría de los historiadores posteriores. Esta situación hizo popular un dicho que circulaba por las calles y mencionaba: "al arquitecto la piedra, la casa al empedrador". La destitución de Ventura pudo haber sido causada por el escándalo Graez, al haber encarcelado en los sótanos de la Academia de San Fernando, sin motivación alguna, al redactor del Mercurio. 
Su diseño sufre la ambivalencia de tener que servir al servicio de correos y de vigilancia ciudadana. El edificio, de planta rectangular, se organiza en función de dos patios interiores. El edificio que proyectó inicialmente Ventura poseía una planta rectangular, y el que modificó Marquet está organizado en torno a dos patios interiores separados por una crujía central y consta de cuatro fachadas. Uno de los patios serviría para el despacho de cartas (Patio de Cartería), y el otro accesible desde Correo para las caballerizas y otros menesteres. Inaugurado el edificio tras su completa edificación, muchos madrileños acudían a la Puerta de Sol y allí, en la Oficina de Correos, tramitaban sus cartas. Muchos de los que lo hacían se daban después un paseo por las Gradas de San Felipe el Real, uno de los mentideros de la ciudad en aquella época. A finales del siglo xviii, al intensificarse el flujo de correo postal se vio la necesidad de construir un edificio anejo con el objeto de poder realizar la carga y descarga del creciente número de carruajes que transportaban las sacas del correo. En el año 1792 el arquitecto Juan Pedro Arnal trazó la que será la Real Casa de Postas emplazada junto a la Casa de Correos. Esta casa se denominó popularmente como El Corralón. El mismo arquitecto diseña en la vecina calle de Carretas la Imprenta Real que permitiría a la Puerta del Sol, y calles adyacentes, estar poblada de librerías.

### Misión de vigilancia
El edificio no gustó a los madrileños desde sus primeros instantes y reunió las críticas negativas del pueblo, en especial por su distribución interior a base de muchos establecimientos estancos. Una de las críticas más habituales fue la de inexistencia de unas escaleras señoriales de doble tramo a la altura de la importancia del edificio. Muchas de las opiniones populares se centraban en la poca pericia del arquitecto francés (Marquet) que posiblemente la olvidara, otros mencionaban que la escalera no existía debido a una prohibición explícita de las autoridades. En algunos casos se implicaba directamente al conde de Aranda, capitán general y gobernador del Consejo, que mandó establecer en su interior un retén de la Guardia principal o de prevención. Este requerimiento arquitectónico bien podría haberse gestado tras el motín de Esquilache, viendo la necesidad de disponer de un cuerpo militar que asegurase el orden público en un lugar céntrico de la capital. Al instalarse posteriormente el Ministerio de Gobernación en el recinto, este requerimiento de seguridad hizo que la guardia permanente se estableciera de forma más evidente. Se pusieron garitas en las esquinas del edificio (en las esquinas de Carretas y Correo) donde se encontraban permanentemente vigilando unos soldados. La Real Casa de Postas pasó a denominarse «Cuartel de Zaragoza». El 2 de mayo de 1808 se produce un levantamiento contra las tropas francesas que se inicia en la Puerta del Sol justo enfrente de la Real Casa de Correos. El levantamiento popular acabaría con los fusilamientos del tres de mayo frente a la iglesia del Buen Suceso, incidente que dio lugar a la Guerra de la Independencia.

### Primeras funciones ministeriales

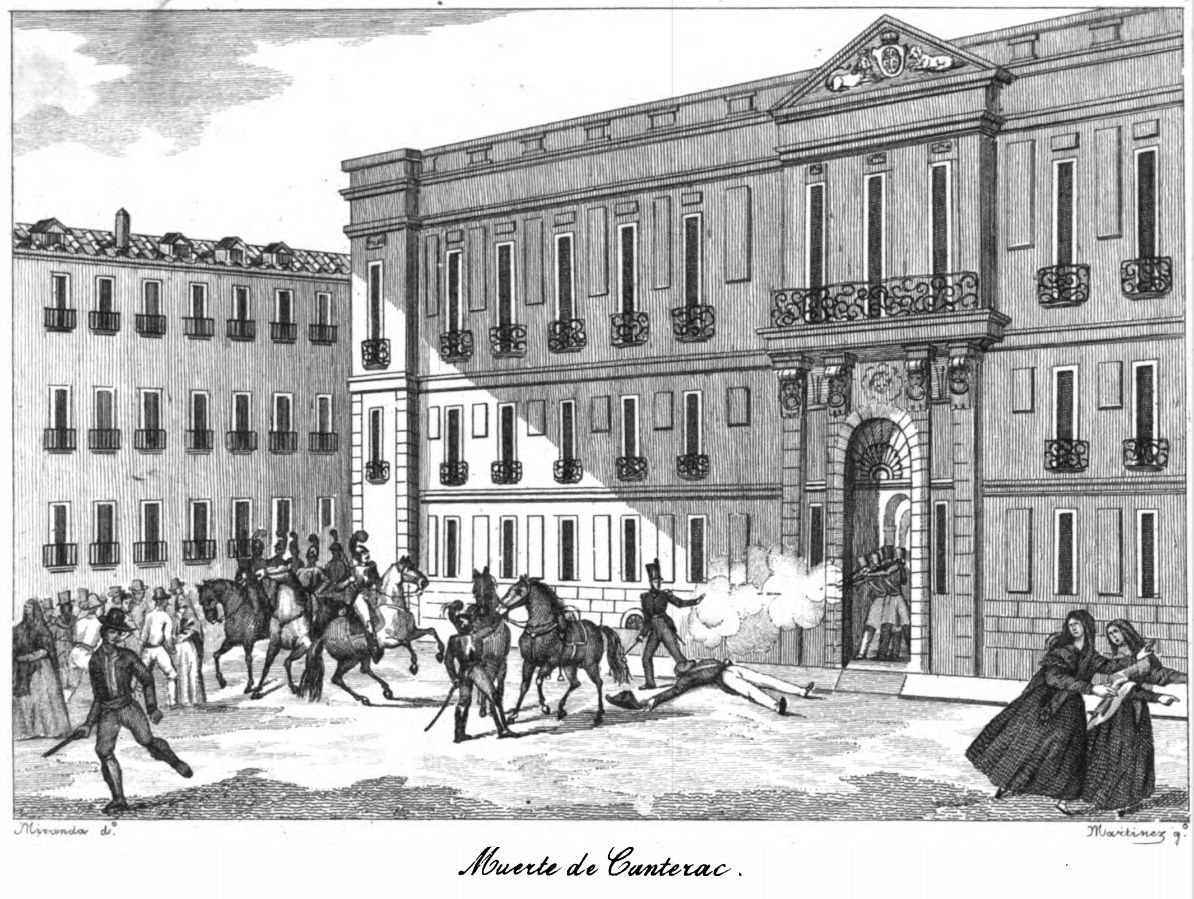
Real Casa de Correos en 1835 - Muerte de José de Canterac. Grabado de El Panorama Español

El 18 de enero de 1835, el teniente general José de Canterac acude a la Puerta del Sol con la idea de sofocar una revuelta liberal protagonizada por el teniente Cayetano Cardero de la Vega, oficial del Regimiento de Aragón, que se había apostado en la Casa de Correos con el objeto de defender el Estatuto Real. Tras las primeras refriegas muere el teniente general José de Canterac. En 1848 el Gobierno concedió a la familia del general muerto el título de conde de Casa Canterac.
Albergó la Capitanía General, el Gobierno Militar y una guardia de prevención: "Guardia de Principal" (o "Guardia de Prevención"). A mediados del siglo XIX se producen derribos en el entorno de la Puerta del Sol debido a la desamortización de Mendizábal. En 1842 es derribado San Felipe y en el solar adyacente, el acaudalado Santiago Alonso Cordero construye la Casa Cordero (segundo edificio en antigüedad en la actual Puerta del Sol), siendo la casa más moderna de la época (por ser de los primeros en poseer agua corriente). En el año 1847 el inmueble fue ampliamente reorganizado en su interior para convertirlo en la sede del Ministerio de la Gobernación, aunque su planta baja sigue siendo utilizada como oficina central de Correos. Anteriormente había estado Gobernación en el Palacio de la calle Torrija (edificio que perteneció al Consejo Supremo de la Inquisición). En la calle de Carretas, hasta comienzos del siglo XX se podían depositar cartas en unos buzones con forma de cabeza de león.

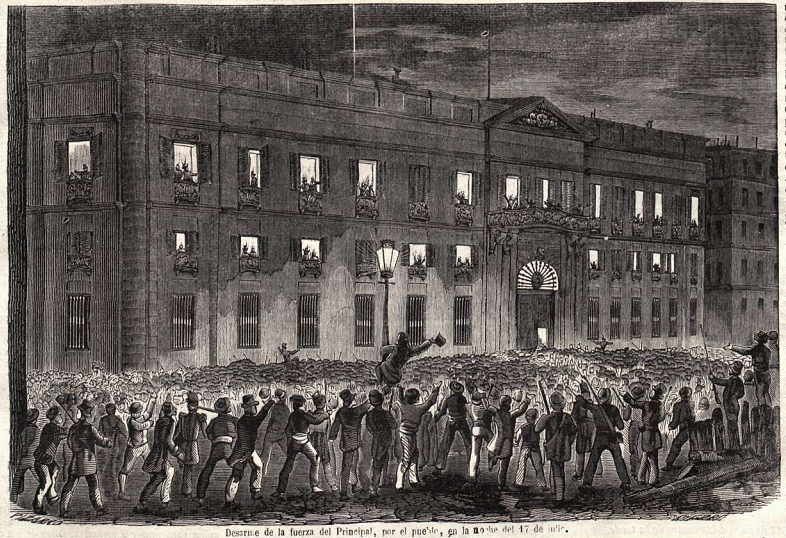
Revueltas populares durante la Vicalvarada en 1854. Por aquel entonces el edificio no contaba con el reloj en su parte superior. Grabado en La Ilustración.

En 1845 se erige una torreta en el edificio, sobre ella se monta un telégrafo óptico que comunicaba con el cuartel de guardias; esta torreta se eliminó al instalar un telégrafo. En tiempos del reinado de Isabel II, un ingeniero militar llamado Mariano Albo describe las primeras necesidades de reformar la Puerta del Sol. La victoria en la batalla de Tetuán el 7 de febrero de 1860 hace que se celebre una gran algarabía en la Puerta del Sol, Isabel II da un discurso desde el balcón de Gobernación y en la noche se celebran banquetes en los cafés de la Puerta del Sol.
Se debió entender que la Puerta del Sol era centro de la península ibérica, y de esta forma se tomó la resolución en 1856 de colocar delante del umbral de la puerta central de la Casa de Correos el denominado kilómetro cero, origen y referencia desde el que parten todas las carreteras radiales españolas y también la numeración de las calles de Madrid. El edificio, ya con la función del Ministerio de la Gobernación, fue testigo de las reformas de ampliación de la Puerta del Sol realizadas en 1860. Dichas reformas no afectaron al edificio (al igual que a su vecino Casa del Maragato). El ensanche de la Puerta del Sol se encargó finalmente a Lucio del Valle, ingeniero jefe del Canal de Isabel II. La idea de las primeras reformas consistía en derribar la Casa de Correos o inaugurar la nueva plaza con la Casa de Correos en el medio. La necesidad de reformar la plaza no era sólo movida por una necesidad estética, sino por la de ubicar la Casa de Correos (símbolo del gobierno) en un espacio seguro para el futuro Ministerio de Gobernación.

### Los relojes de Gobernación
A mediados del siglo XIX la hora de la Puerta del Sol se indicaba en un reloj de la fachada de la iglesia del Buen Suceso. Este reloj con mecánica medieval (poseía una única manilla) tenía numerosos fallos mecánicos que irritaban a los madrileños de la época por su habitual irregularidad. Las salidas de postas y diligencias se regían por este reloj. Al ser derribado el hospital del Buen Suceso poco antes de la reforma de la Puerta del Sol, el reloj se trasladó a la Casa de Correos y se construyó una torre y un templete para su instalación en 1855. El segundo reloj, actual, obra del destacado relojero español José Rodríguez Losada, se colocó bajo una torrecilla que es inaugurada el 19 de noviembre de 1866. El mal funcionamiento de este primer reloj queda patente en el conocido epigrama de la época:

Este reló fatal, que hay en la Puerta del Sol
dijo un turco a un español,

¿por qué anda siempre tan mal?

El turco con desparpajo contestó cual perro viejo:

este reló es el espejo del gobierno que hay debajo

Anónimo

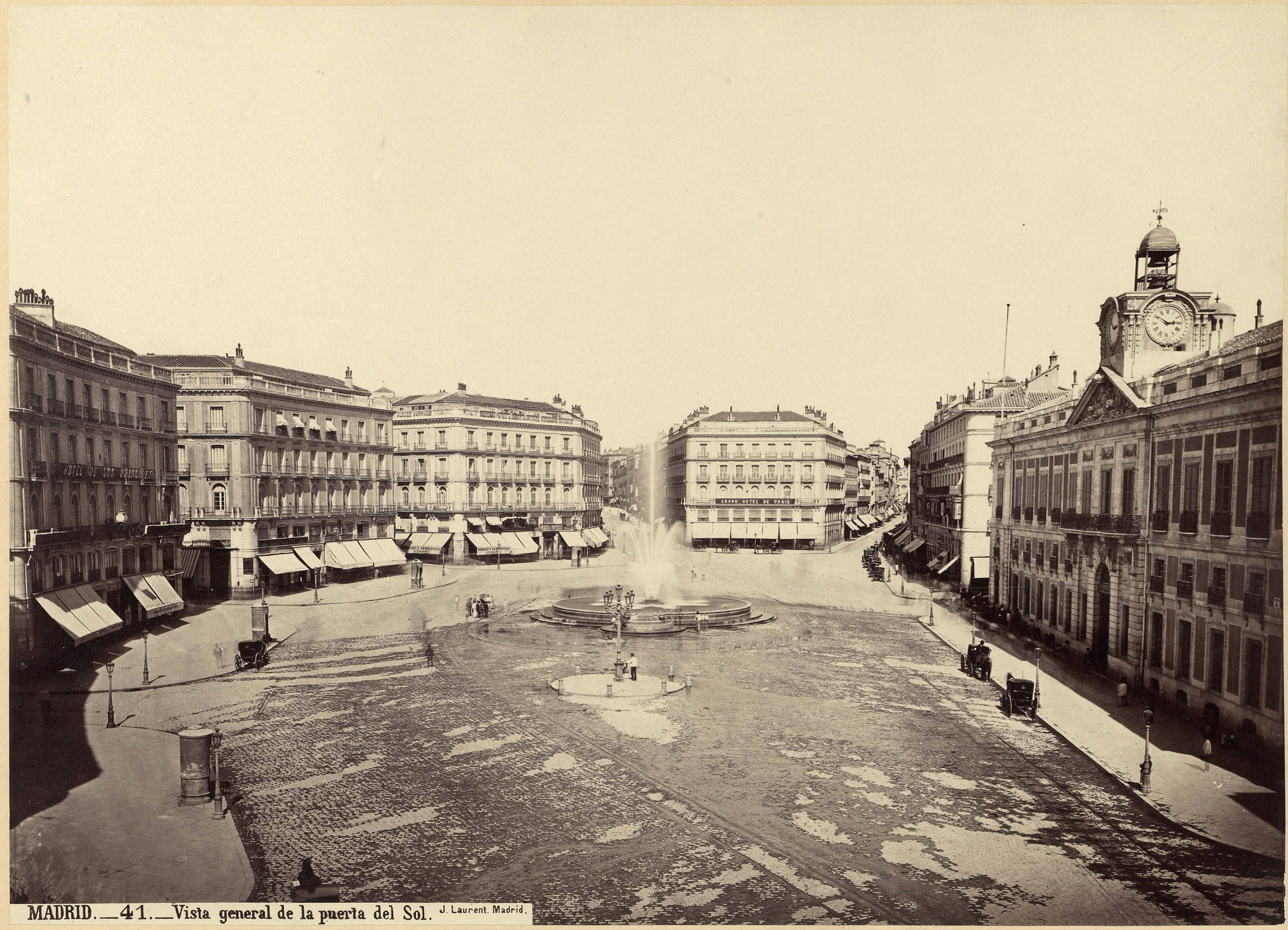
A la derecha se puede ver el Edificio de Gobernación (tal y como se llamaba en el). Fotografía de Juan Laurent (ca. 1870).

Los primeros relojes fueron tres (uno por cada lado de la torreta), y muy posiblemente cuatro. Estos relojes, debido a sus impredecibles retrasos, provocaron la ira de la gente. Algunos de los periódicos de la época mencionaron que eran "relojes de pega" y se exigía la sustitución de los actuales por otros de mayor exactitud. Al ver la situación, uno de los relojeros que pretendió arreglar la situación fue Tomás de Miguel (denominado el El Vizcaíno); a pesar de ello su nueva maquinaria no acalló las múltiples quejas populares. 
En 1865 aparece el relojero José Rodríguez Losada como un salvador de la situación. Rodríguez Losada vivía en Londres y había trabajado con la Armada Española haciendo instrumentos de precisión. Rodríguez Losada ofrece el reloj de forma gratuita al Ayuntamiento de Madrid. La construcción del reloj fue compleja, ya que existía el requisito de ajustar las tres esferas de los relojes para que a pie de calle fuese la misma hora. El reloj de la torre finalmente fue inaugurado el 19 de noviembre de 1866 por la reina Isabel II y pasó a denominarse en la época «Reloj de Gobernación». La donación gratuita de Rodríguez Losada ofreció una precisión mayor a la relojería de la Casa de Correos.

### ElsigloXX

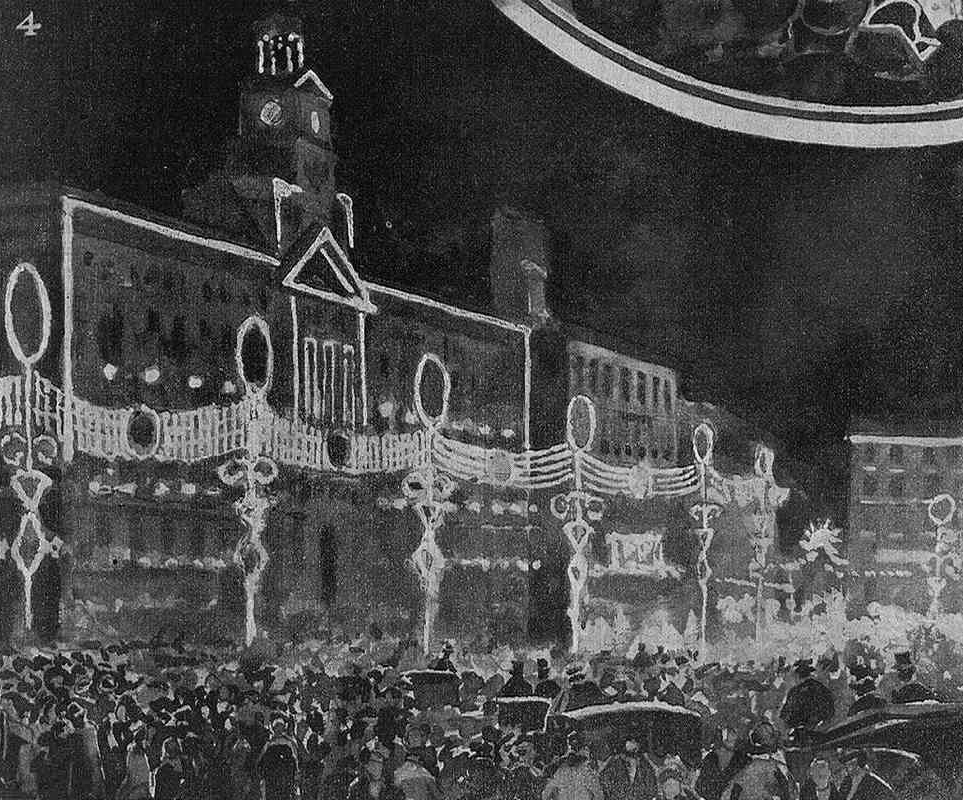
Vista del edificio con iluminación nocturna en una ilustración de Salvador Azpiazu de comienzos del (La Ilustración Artística, 1905)

El 12 de noviembre de 1912, cuando paseaba por la acera meridional de la Puerta del Sol, José Canalejas, presidente del Consejo de Ministros, sufre un atentado terrorista que le causa la muerte mientras miraba a través de la librería San Martín. Su cuerpo es trasladado a las puertas de la Casa Correo, ya sin vida. En ese mismo año el escritor Ramón Gómez de la Serna establece una tertulia literaria en una botillería adyacente denominada Café Pombo. Ramón del Valle Inclán escribe una obra en 1928 titulada Luces de Bohemia, y parte de las situaciones (protagonizadas por Max Estrella) se producen en la Puerta del Sol y aledaños. 
El 14 de abril de 1931 se produce la proclamación de la Segunda República española, y la Puerta del Sol fue testigo del cambio de poder y de las celebraciones populares por la proclamación de la Segunda República, por lo que muchos madrileños se acercaron a la plaza con el objeto de celebrar y adquirir nuevas sobre el evento. En fotografías de la época se puede ver cómo la aglomeración de personas sube a los techos de los tranvías y quioscos. La multitud era tanta que los miembros del nuevo gobierno que se acercaban en coche a la Casa de Correos (Gobernación) tuvieron que hacer el trayecto desde la Puerta de Alcalá a Sol en dos horas. Al llegar a las puertas principales de Gobernación se encuentran con unos guardias civiles, que vacilantes no les permiten el paso. Maura grita: “¡Señores, paso al gobierno de la República!”, justo en ese instante desde uno de los balcones ondeaba la bandera republicana. En 1934 cuando Alejandro Lerroux se dirige a la Casa de Correos a declarar el estado de guerra, es tiroteado en plena Puerta del Sol.
Después de la Guerra Civil la Casa de Correos se convirtió desde el edificio de Gobernación (Ministerio de Gobernación) en la Dirección General de Seguridad (DGS). En la época del franquismo (1936-1975) era imposible hacer manifestaciones delante del edificio y sus sótanos subterráneos albergaban prisiones, donde se detenía y se torturaba a miembros de la oposición clandestina al régimen. El 13 de septiembre de 1974, ETA-V Asamblea comete el denominado atentado de la Calle del Correo, vía adyacente al edificio de Gobernación. Una bomba explota a mediodía en la Cafetería Rolando y causa doce muertos y más de setenta heridos.

### Finales delsigloXXysigloXXI

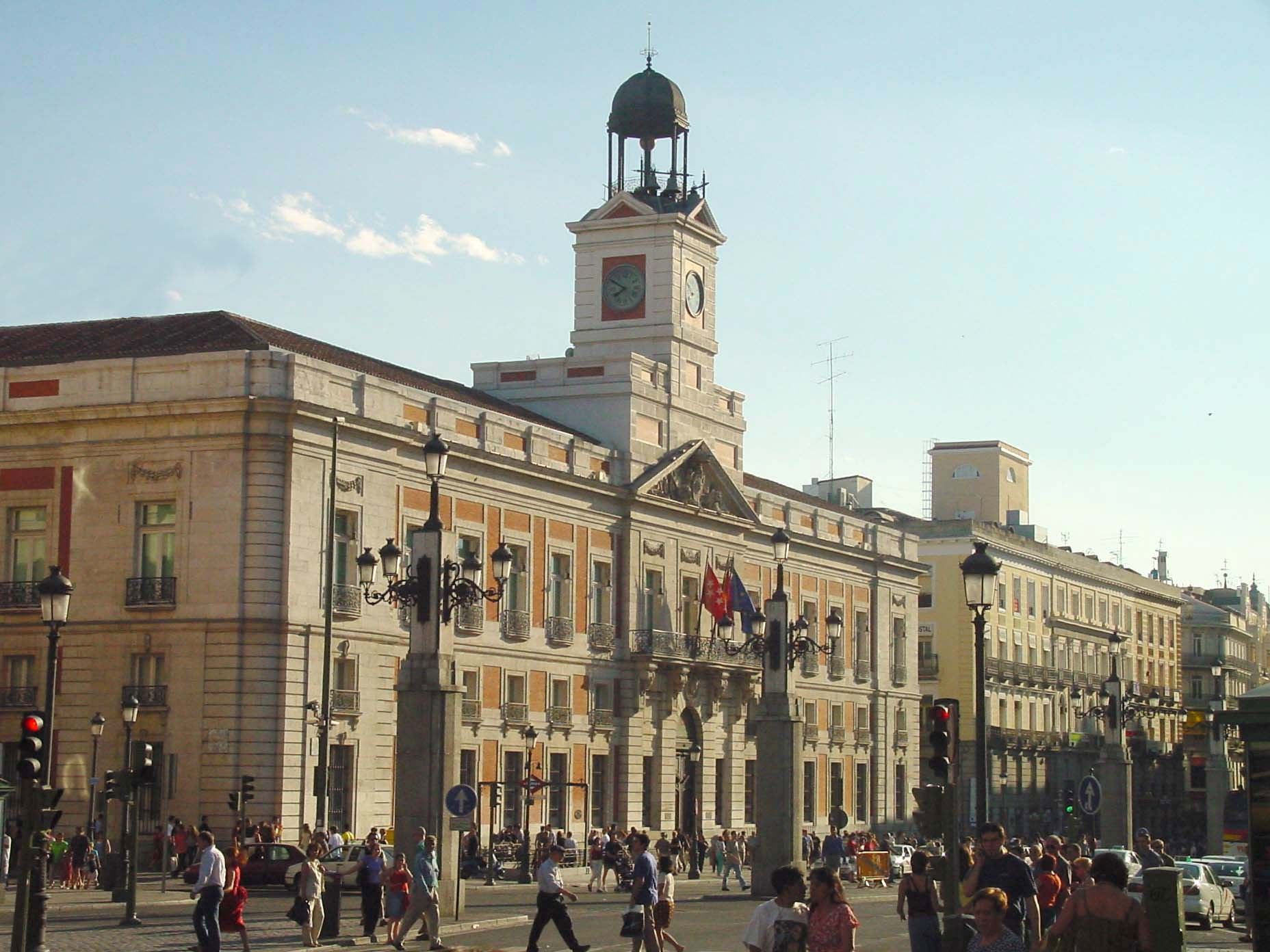
Vista desde el ángulo noreste.

Tras la llegada de la democracia con la aprobación de la Constitución española de 1978 y el Estado de las Autonomías, el 21 de diciembre de 1984 la Comunidad de Madrid alcanzó un acuerdo con el Ministerio del Interior para realizar un intercambio de edificios, entre los que se incluía la Real Casa de Correos para ser transferido a la región madrileña. El 12 de marzo de 1985, se hizo oficial el traspaso con el objetivo de convertir el edificio en la sede de la presidencia regional. El 27 de junio de 1985, comenzaron las obras de remodelación del edificio, proyectadas por el arquitecto Ramón Valls Navascués, las cuales duraron un año. Ese mismo día, el gabinete del ejecutivo regional presidido por Joaquín Leguina celebró su primer Consejo de Gobierno en el Salón Canalejas. El traslado definitivo de la presidencia tuvo lugar el 19 de diciembre de 1985, en un acto en el que el entonces presidente regional Joaquín Leguina izó la bandera de la Comunidad de Madrid en el balcón principal. Sin embargo, las obras de acondicionamiento del edificio no habían finalizado y además, las dependencias eran compartidas con la Dirección General de la Policía (DGP). En el verano de 1992, los funcionarios del Cuerpo Nacional de Policía abandonaron definitivamente el edificio y gracias a ello se pudo transferir la totalidad de los servicios de la Consejería de Presidencia. Ese mismo año, el edificio fue objeto de obras de rehabilitación, de nuevo bajo la responsabilidad de Ramón Valls, además de Ignacio Prieto Revenga. Sin embargo, los trabajos de renovación del edificio más importantes tuvieron lugar entre enero de 1996 y febrero de 1998, cuando se renovaron en profundidad su interior para adecuarlo más a una sede de presidencia y al mismo tiempo recuperar parte de la arquitectura original exterior.
El 19 de febrero de 1998, se celebró una ceremonia de reapertura a la que acudieron los entonces reyes Juan Carlos I y Sofía y el entonces presidente autonómico Alberto Ruiz-Gallardón. El coste total fue de 2700 millones de pesetas. Actualmente, la oficina de la Consejería de Presidencia se encuentra en la segunda planta.
En 2009, aprovechando las obras de renovación de la Puerta del Sol, se reemplazó la placa que marca el kilómetro 0 que está incrustada en la acera frente al edificio. Esto se debía a que la anterior losa databa de 1950 se encontraba deteriorada.
En 2017, una inspección de los técnicos del Área de Desarrollo de Urbanismo Sostenible del Ayuntamiento de Madrid detectó algunos fragmentos inestables de piedra caliza que se encontraban en las cornisas y en los elementos ornamentales de todas las fachadas del edificio. Esta situación obligó al Gobierno regional a hacer una obra de rehabilitación. Los trabajos comenzaron el 9 de mayo de 2017. Las obras en la fachada principal fueron terminadas el 22 de noviembre de mismo año y los laterales y en la calle de San Ricardo concluyeron en enero de 2018.
Actualmente, el edificio es escenario de uno de los actos oficiales más importantes del Día de la Comunidad de Madrid, el cual se celebra el 2 de mayo. Además, también acoge los actos de celebración de títulos importantes de los equipos madrileños profesionales y por este motivo el presidente de la Comunidad de Madrid recibe a los jugadores, cuerpo técnico y directiva en el que es habitual que los miembros del equipo salgan al balcón para enseñar el trofeo a los aficionados. Por último, cabe destacar que durante el período de Navidad la Asociación de Belenistas de Madrid expone en el edificio un Belén tradicional abierto al público.
Durante las obras en la Puerta del Sol que tuvieron lugar entre 2022 y 2023, se aprovechó para rodear a la placa del kilómetro 0 de una rosa de los vientos que muestra los nombres de todas las capitales de provincia y de las ciudades autónomas de España.

## Características

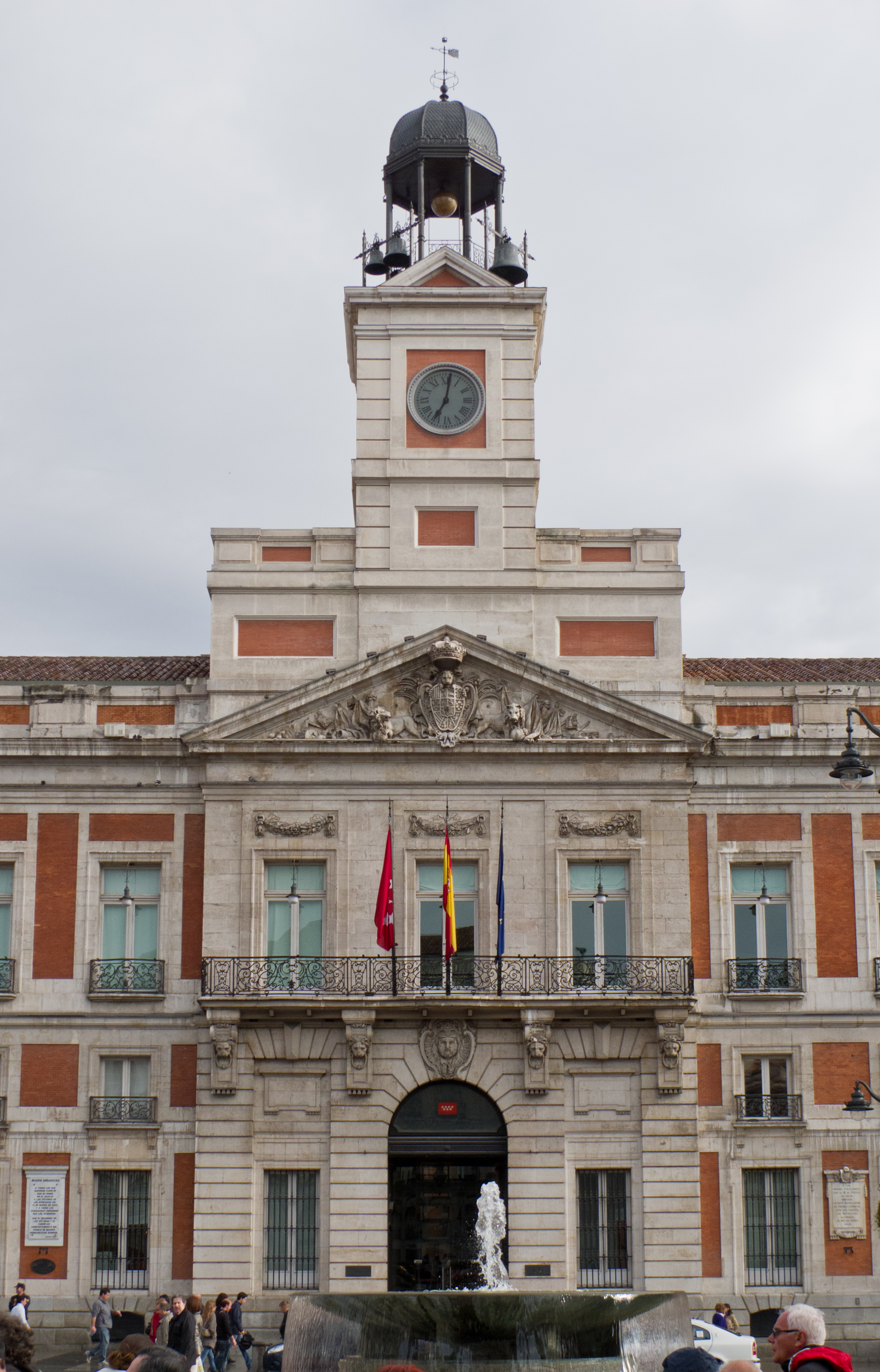
Parte central de la fachada norte.

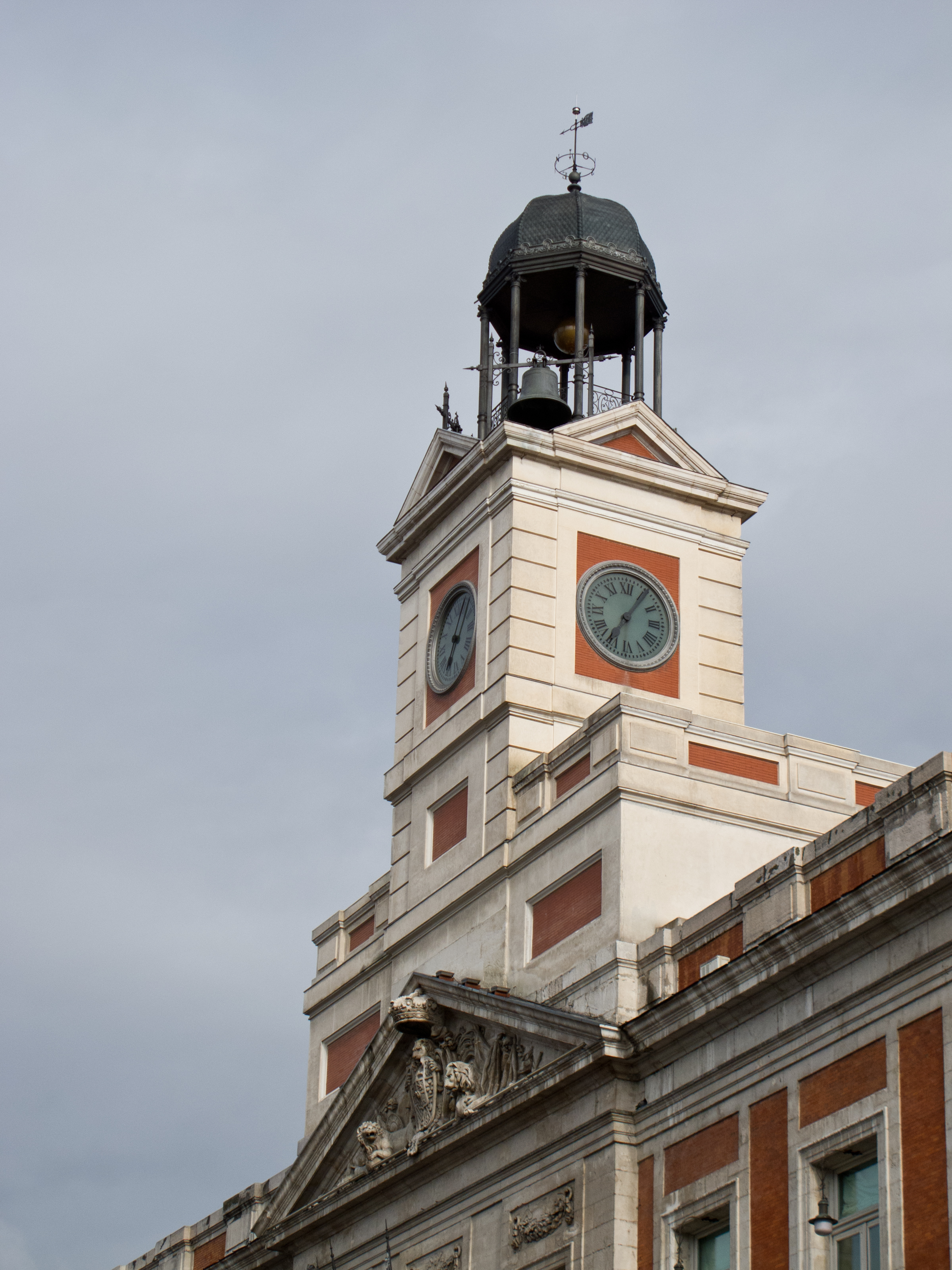
El reloj de la Casa de Correos, obra del relojero José Rodríguez Losada en 1866.

Este edificio de planta rectangular se encuentra en la Puerta del Sol de Madrid. Es el edificio de más antigüedad que existe en el área. Destaca el doble color de los materiales empleados (ladrillo de la ribera del Jarama y piedra caliza de color blanco de las canterías de Colmenar de Oreja). La parte central del edificio es la más destacable en su fachada, con su entrada y su torreta edificada en el siglo XIX para alojar el nuevo reloj. La puerta principal está formada por un arco de medio punto con un medallón en el centro, en el que puede encontrarse un Hércules rematado por un frontón triangular. Todas las esculturas fueron realizadas por Antonio Primo. Las chimeneas del interior están elaboradas en mármol. La mayoría de los salones principales del edificio están acabados en estuco de color blanco y con los enmarques pintados en dorado. La escalera principal de la entrada está realizada igualmente en mármol. 

### Puerta principal
La puerta principal que da al norte (sombreada a lo largo del día) posee un arco de medio punto. Sobre la clave aparece Hércules con la piel del león. En el tímpano del frontón triangular se puede ver un escudo real y dos leones rodeados de trofeos.

### Inscripciones
En la fachada, en el lado superior izquierdo junto a la cornisa, pueden verse unas inscripciones grabadas en dos piedras blancas. Se trata de grabados que datan de la última reforma terminada en el año 1997. En la piedra de la izquierda se lee: 

«Siendo presidente de la CAM / D. Alberto Ruiz-Gallardón / realizaron las obras de esta / casa de correos en el / año 1997», en la otra piedra adyacente se lee: «Dirección Facultativa / D. Juan Blasco Martínez /M. Santiago García Hernandez / Empresas constructoras / F. C. C. / D. José López Lazcano / D. Emilio Bargueño Cortés / D. Doroteo Loma Cerro».

La altura de las inscripciones no permite su lectura a simple vista.
Además, en el edificio se localizan tres placas que rinden homenaje a tres hechos históricos del pueblo madrileño. La placa de la derecha hace referencia a los atentados del 11 de marzo en cuatro trenes de la red de Cercanías, con la siguiente inscripción:

«Madrid agradecido / A todos los que supieron cumplir con su deber en el auxilio a las víctimas de los atentados del 11 de marzo de 2004 y a todos los ciudadanos anónimos que las ayudaron. / Que el recuerdo de las víctimas y el ejemplar comportamiento del pueblo de Madrid permanezca siempre».

La placa de la izquierda hace referencia a los levantamientos del 2 de mayo contra la invasión francesa, con la siguiente inscripción: 

«A los héroes populares que el 2 de mayo de 1808 riñeron en este mismo lugar el primer combate con las tropas de Napoleón. / El Círculo de Bellas Artes / 1908».

Tras la pandemia de COVID-19, el gobierno de la región colocó una segunda placa en el lado derecho del edificio para rendir homenaje a todos los fallecidos, con la siguiente inscripción: 

«El pueblo de Madrid en recuerdo a las víctimas de la COVID-19 y en especial a aquellas que fallecieron en soledad / Octubre 2020».

## Literatura
- Luces de bohemia es una obra teatral de Ramón María del Valle-Inclán, publicada en 1920, revisada y reeditada en 1924, pero no estrenada en España debido a las sucesivas censuras hasta 1970.[53] Narra la última noche de la vida de Max Estrella, y su recorrido nocturno por el Madrid de la época. Contiene un pasaje en "Gobernación". Esto hace que la noche de Max Estrella, un evento cultural lúdico nocturno que cada 26 de marzo reproduce el peregrinaje del protagonista por las calles de Madrid, tenga una parada en frente del edificio.
- El dramaturgo Jerónimo López Mozo en su obra "El arquitecto y el relojero" (2000) implementa su trama dentro del edificio de correos, así como en los alrededores de la Puerta del Sol.[54]